# Gottfried Hilti
Gottfried Hilti (* 9. April 1903 in Schaan; † 12. Mai 1977 in Vaduz) war ein liechtensteinischer Bildhauer.

## Biografie
Gottfried Hilti wurde 1903 als drittes von elf Kindern des Schaaner Metzgermeisters Joseph Hilti (1867–1935) und dessen Frau Walburga (1875–1930, geborene Quaderer) geboren. Zu seinen Geschwistern zählen unter anderem der Unternehmer Toni Hilti, der stellvertretender Abgeordneter Hans Hilti, sowie die Gründer des Bohrmaschinenherstellers «Hilti», Eugen Hilti und Martin Hilti.
Er besuchte die Volksschule in Schaan und die Realschule in Vaduz. Ursprünglich sollte er wie sein älterer Bruder eine Ausbildung zum Metzger absolvieren und in dem elterlichen Betrieb arbeiten sollen. Hilti entschied sich jedoch künstlerisch tätig zu werden und so absolvierte er von November 1922 bis Dezember 1925 bei einem Bildhauer in Feldkirch-Levis, Vorarlberg eine Lehre als Steinmetz und Bildhauer. Daneben besuchte er die Gewerbliche Fortbildungsschule in Feldkirch. Nach seiner Lehre ging er auf die Wanderschaft, die ihn in verschiedene europäische Länder führte.
1930 kehrte Hilti nach Liechtenstein zurück und eröffnete ein Bildhaueratelier in Schaan. 1931 erhielt er vom Schaaner Gemeinderat und dem Gemeindevorsteher Ferdinand Risch den Auftrag ein Denkmal für den 1929 verstorbenen Fürsten Johann II. zu entwerfen. Dieser hatte nämlich den Bau der Pfarrkirche St. Laurentius grosszügig mit finanziellen Mitteln unterstützt. Am 24. Juli 1932 weihte Bischof Laurenz Matthias Vincenz das Denkmal an der Westfront der Pfarrkirche ein. Unter den Anwesenden befanden sich Vertretern der Gemeinde und des Landes auch Fürst Franz I. und dessen Frau Fürstin Elsa. Das Denkmal für Johann II. stellt eines der wichtigsten Werke Hiltis dar und machte ihn in ganz Liechtenstein bekannt. Zu seinen weitere Arbeiten zählen unter anderem Muttergottesstatuen, die Kreuzwegfiguren bei der Dux-Kapelle in Schaan sowie zahlreiche Kirchenausstattungen und Grabstätten. Aufgrund der schlechten wirtschaftlichen Lage und um die Existenz seiner Familie zu sichern, erweiterte Hilti seine Bildhauerwerkstatt um einen Steinmetzbetrieb.
Von 1958 bis 1962 war er für die Vaterländische Union Regierungsrat in der Regierung des Fürstentums Liechtenstein von Alexander Frick. Zuvor war er bereits seit 1953 Regierungsrat-Stellvertreter gewesen. Des Weiteren war er Vizepräsident der Gewerbegenossenschaft und Mitglied der Denkmalschutzkommission. 1970 erkrankte er an Demenz.
Hilti war seit 1936 mit Gertrud Hilti, der Tochter des Schaaner Baumeisters Lorenz Hilti verheiratet. Aus der Ehe gingen sechs Kinder, vier Söhne und zwei Töchter hervor, wobei die älteste Tochter bereits im Alter von vier Jahren starb.